# Ismel Jiménez Santiago
Ismel Jiménez Santiago es un jugador de béisbol cubano nacido en Sancti Spíritus en 1986. Se le conoce profesionalmente por su nombre de pila, Ismel. Juega como pitcher en el equipo Sancti Spíritus y en la selección de béisbol de Cuba. (1) 
Ismel comenzó su carrera como jugador de cuadro. Debutó en la serie nacional 44. En 2014 se convirtió en el primer espirituano en participar en la Serie del Caribe de Béisbol 2014 en isla Margarita (Venezuela), tras la reincorporación de los equipos cubanos al torneo, en el que tenían prohibido participar desde 1960. 
Ismel Jiménez es uno de los mejores pitcher cubanos en promedio de ganados y perdidos. Suple la carencia de una bola recta supersónica con un repertorio equilibrado y un exquisito control de sus lanzamientos.
Es licenciado en Cultura Física.
Su ídolo en el béisbol es Norge Luis Vera

## Estadísticas
|             | Pitcheo |    |    |   |    |       |     |      |     |     |    |
|             | SN      | G  | P  | L | S  | EL    | CL  | PCL  | SO  | BB  |    |
| De por vida | 4       | 36 | 18 | 1 | 13 | 469.0 | 179 | 3,43 | 273 | 131 |    |
| 48.º SN     |         | 8  | 3  | 2 | 0  | 83.2  | 29  | 3,12 | 85  | 56  | 27 |

Leyenda: SN: Series Nacionales (de Béisbol) G: Juegos ganadados P: Carreras anotadas L: Juegos Completos S: Juegos Salvados E.L:Entradas Lanzadas  CL: Carreras limpias PCL: Promedio de Carreras limpiasSO: Ponches Propinados  BB: Bases por bolas.
Estadísticas Internacionales
I Clásico 2006
No participó
Olimpiadas:        Mundiales:      Copas Intercontinental:    J.D.Panamericanos:
J.D.Centroamericanos:    Clásico Mundial:

## Anécdota
Fue entrevistado por el periodista Randy Vasconcelos donde declaró que ganaría 15 juegos en la Serie 51, y ganó 19. (4)

## Actuación Internacional
En 2009 debutó con la principal selección cubana en el II Clásico mundial de béisbol. Tuvo una gran actuación con un juego ganado, ninguno perdido y uno salvado. Ese mismo año participó en el XII Torneo Interpuertos de Róterdam.  
El 1 de julio de 2011, se le incluye en el equipo cubano que asistió al XIII Torneo Interpuertos de Róterdam, Holanda,(2). 
El 6 de julio de 2012 participa en los partidos amistosos de Cuba contra EE. UU., reanudados después de 16 años de inactividad.(3)
El 21 de junio de 2012 participó en la segunda victoria consecutiva de la selección de Cuba en el tope bilateral de béisbol frente a Nicaragua,  El crédito de la victoria correspondió al derecho Ismel Jiménez, que durante cinco entradas completas permitió solo tres hits, propinó cinco ponches, regaló solo un boleto y no le marcaron anotaciones.(4)
En 2013 volvió a ser convocado para asistir al III Clásico Mundial de Béisbol.
En 2015 ocurrió un hecho extremo en un poblado de Nuevitas, resultó ser que fue tan grande el fanatismo de un aficionado que se cambió el nombre a Ismel Soto en honor a este pelotero, el joven trabajaba en un JovenClub en Pinar del Río y seguía todas las actuaciones del estelar lanzador por la web.